# California Surf
El California Surf fue un equipo de fútbol de los Estados Unidos que alguna vez jugó en la NASL, la desaparecida primera división de fútbol en el país.

## Historia
Fue fundado en el año 1978 en la ciudad de Anaheim, California luego de adquirir la franquicia del St. Louis Stars y fueron un equipo muy influenciado en el estilo británico, ya que todos sus entrenadores eran de origen inglés.
El club llegó a ganar dos títulos divisionales y la mayoría de sus temporadas clasificaron a los playoffs, pero en todas ellas fueron eliminados en la primera ronda.
El club desapareció al finalizar la temporada de 1981.

## Palmarés

### Fútbol
- Conferencia Americana - División Oeste: 1

1979

### Fútbol sala
- Conferencia Americana - División Sur: 1

1980/81

## Temporadas
| Año     | Liga        | G  | P  | Pts | Temporada regular                          | Playoffs                   | Asistencia promedio |
| ------- | ----------- | -- | -- | --- | ------------------------------------------ | -------------------------- | ------------------- |
| 1978    | NASL        | 13 | 17 | 115 | 2.º, American Conference, Western Division | 1.ª ronda (San Diego)      | 11 171              |
| 1979    | NASL        | 15 | 15 | 140 | 1.º, American Conference, Western Division | 1.ª ronda (San Diego)      | 10 330              |
| 1979/80 | NASL Indoor | 4  | 8  | —   | 4.º, Western Division                      | No clasificó               | 3181                |
| 1980    | NASL        | 15 | 17 | 144 | 2.º, American Conference, Western Division | 1.ª ronda (Ft. Lauderdale) | 7593                |
| 1980/81 | NASL Indoor | 10 | 8  | —   | 1.º, Southern Division                     | 1.ª ronda (Vancouver)      | 4249                |
| 1981    | NASL        | 11 | 21 | 117 | 3.º, Western Division                      | No clasificó               | 8299                |

## Jugadores

### Jugadores destacados
- Carlos Alberto Torres
- Paulo Cézar Caju
- Steve Moyers
- Al Trost
- Steve David
- Tony Chursky

## Entrenadores
- John Sewell (1978-1981)
- Peter Wall 1981
- Laurie Calloway 1981